# Tull (Stati Uniti d'America)
Tull è un comune degli Stati Uniti d'America, situato in Arkansas, nella contea di Grant.